# Tennessee (Illinois)
Tennessee è un villaggio degli Stati Uniti d'America, situato nello Stato dell'Illinois, nella contea di McDonough.